# Pelechuco
Pelechuco ist eine Ortschaft im Departamento La Paz im südamerikanischen Andenstaat Bolivien. Die Ortschaft wurde im Jahr 1560 von Jesuiten gegründet.

## Lage im Nahraum
Pelechuco liegt in der Provinz Franz Tamayo und ist zentraler Ort im Municipio Pelechuco. Die Ortschaft liegt auf einer Höhe von 3592 m in den nordwestlichen Ausläufern der Cordillera Apolobamba, 20 Kilometer Luftlinie östlich der peruanischen Grenze, am Ufer eines linken Nebenflusses zum Río Sorapata.

## Geographie
Pelechuco liegt im nördlichen Teil der bolivianischen Cordillera Central. Die Region weist ein ausgeprägtes Tageszeitenklima auf, bei dem die mittlere Temperaturschwankung im Tagesverlauf deutlicher ausfällt als im Verlauf der Jahreszeiten.
Die Jahresdurchschnittstemperatur der Region liegt bei 5 °C, der Jahresniederschlag beträgt etwa 750 mm (siehe Klimadiagramm Pelechuco). Die Monatsdurchschnittstemperaturen schwanken nur unwesentlich zwischen 2 °C im Juni/Juli und 6 °C im Oktober bis Dezember, die Monatsniederschläge liegen zwischen unter 10 mm in den Monaten Juni und Juli und über 100 mm von Dezember bis März.

## Geschichte
Während der Inkazeit war Pelechuco ein wichtiger Ort an der Fernstraße Qhapaq Ñan. Als offizielles Gründungsdatum gilt jedoch das Jahr 1560. Im Jahr 1911 kam Percy Fawcett auf einer seiner Erkundungsmissionen durch Pelechuco.

## Verkehrsnetz
Pelechuco liegt in einer Entfernung von 338 Straßenkilometern nordwestlich von La Paz, der Hauptstadt des gleichnamigen Departamentos.
Von La Paz führt die Nationalstraße Ruta 2 über El Alto in nordwestlicher Richtung 30 Kilometer bis Huarina, von dort die Ruta 16 über Achacachi und Puerto Carabuco nach Escoma nahe der Mündung des Río Suches in den Titicacasee. Von dort führt sie weiter nach Norden und erreicht nach 50 Kilometern Villa Rosario de Wila Khala. Von dort führt die Ruta 1265 über Ulla Ulla vorbei an der Laguna Coloco und der Passhöhe „Apacheta de Katantika“ („apacheta“ ist ein Platz, an dem man der Pachamama Alkohol und Cocablätter opfert, um für eine sichere Reise zu bitten) mit einer Höhe von 4850 m, erreicht nach 93 Kilometern Pelechuco und endet dort.

## Bevölkerung
Die Einwohnerzahl des Ortes ist in den vergangenen beiden Jahrzehnten um mehr als ein Drittel angestiegen:
| Jahr | Einwohner | Quelle       |
| ---- | --------- | ------------ |
| 1992 | 699       | Volkszählung |
| 2001 | 936       | Volkszählung |
| 2012 | 981       | Volkszählung |
| 2024 |           | Volkszählung |

Die Bevölkerung der Region setzt sich etwa zu gleichen Teilen aus den indigenen Völkern der Aymara und Quechua zusammen.